# Long Stick Goes Boom
"Long Stick Goes Boom" é uma canção da banda de Heavy metal suíça Krokus lançada em 1982 pela Artista records. Faz parte do álbum One Vice at a Time, e se tornou um hino da banda. A canção aparece na rádio ficcional V-ROCK no videojogo "Grand Theft Auto: Vice City Stories".

## Similaridade comAC/DC
A canção é muito similar com canções da banda AC/DC. A afinação da guitarra de Von Arb é muito similar com a afinação usada pro Angus Young. A voz de Storace também está muito parecida com a de Bon Scott. Storace já chegou a admitir em entrevistas que Bon Scott fora sua maior influência para começar a cantar  Isto se deve ao produtor, Tony Platt, que trabalhou com o AC/DC no começo da carreira, dando a eles um toque seu: o mesmo toque que deu ao Krokus neste álbum.

## Interpretação da letra[3]
A letra de Long Stick Goes Boom é um tanto quanto maliciosa, usando palavras de duplo sentido em várias partes da letra, a começar por "Long Stick Goes Boom", que em português é algo como "Varas Longas Irão Explodir". Na primeira linha há a frase "Y'all know about sixty-nine" que traduzido para o português fica "Vocês sabem sobre o "meia-nove". Meia-nove é uma gíria para o sexo oral. Outras linhas depois podemos ver a frase "My stick is tight, my blood is hot Let's do it here, right on the spot" (ou em português "Minha vara está firme, meu sangue é quente 	 Vamos fazer isso aqui, no local"). Seguindo o contexto da letra, vara significa pênis e o firme pode se referir ao pênis ereto. De acordo com isto, Varas Longas Irão Explodir pode ser interpretado com duplo sentido. Varas Longas pode se referir a pênis longos; o Irão Explodir pode ser intepretado como o orgasmo, que as pessoas referem como a explosão do sexo.

## Ao vivo
A canção é interpretada ao vivo há muito tempo e tornou-se um hit da banda. A banda passou a interpretá-la em todos os shows, de uma maneira não muito diferente da versão de estúdio. Marc adiciona palavras chulas à letra.